# Гонсалес Вера, Педро
Педро Алехандро Гонсалес Вера (исп. Pedro Alejandro González Vera; родился 17 октября 1967, Вальдивия, Чили) — чилийский футболист, выступавший на позиции нападающего. Известен по выступлениям за клубы «Универсидад де Чили», «Кобрелоа» и сборную Чили.

## Клубная карьера
Гонсалес начал профессиональную карьеру в клубе «Депортес Вальдивия» из своего родного города. В 1988 году он дебютировал за основной состав в Примере B. В 1988 году Педро помог клубу выйти в элиту и в том же году он дебютировал за команду в чилийской Примере. В 1990 году Гонсалес покинул команду и недолго выступал за «Унион Эспаньола». В 1991 году он подписал контракт с «Кокимбо Унидо», в составе которого раскрылся, как бомбардир, забивая почти каждый второй матч.
В 1993 году «Кобрелоа» удалось переманить Гонсалеса к себе и он на протяжении трех сезонов был лучшим снайпером команды. В 1997 году Педро присоединился к «Универсидад де Чили». В своём дебютном сезоне он забил 23 мяча и стал лучшим бомбардиром чемпионата. В 1998 году Гонсалес помог клубу завоевать Кубок Чили, а спустя год выиграть чемпионат. В том же 1999 году он был признан футболистом года в стране. В 2000 году Педро сделал «дубль», выиграв и чемпионат и национальный кубок, а также во второй раз стал лучшим бомбардиром первенства. За пять сезонов в составе «Универсидад де Чили» он только в чемпионате забил более 100 мячей.
В 2003 году Гонсалес вернулся в «Унион Эспаньола», где также исправно продолжал забивать. В 2005 году он присоединился к своему бывшему клубу «Кокимбо Унидо», на этот раз менее удачно, за сезона поразив ворота соперников всего пять раз. В начале 2006 года он пробовал реанимировать карьеру в «Сантьяго Морнинг», но забил всего дважды. Летом того же года Педро вернулся в «Универсидад де Чили», где и завершил карьеру по окончании сезона.

## Международная карьера
В 1987 году в составе молодёжной сборной Чили Гонсалес занял четвёртое место. В 1993 году он дебютировал за сборную Чили. В 1997 году Педро принял участие в розыгрыше Кубка Америки. На турнире он сыграл в матчах против сборных Эквадора и Аргентины.
В 1999 году Гонсалес во второй раз попал в заявку сборной на Кубок Америки. На турнире он сыграл в матчах против команд сборной Бразилии, Венесуэлы и дважды Мексики.

## Достижения
Командные
 «Кобрелоа»
- Чемпионат Чили по футболу — 1999
- Чемпионат Чили по футболу — 2000
- Обладатель Кубка Чили — 1998
- Обладатель Кубка Чили — 2000

Индивидуальные
- Лучший бомбардир чемпионата Чили (23 гола) — 1998
- Лучший бомбардир чемпионата Чили (26 голов) — 2000
- Футболист года в Чили — 1999